# Lasioptera urvilleae
Lasioptera urvilleae är en tvåvingeart som beskrevs av Tavares 1909. Lasioptera urvilleae ingår i släktet Lasioptera och familjen gallmyggor. Inga underarter finns listade i Catalogue of Life.